# Kara (Togo)
Karaa je město v Togu. Leží ve stejnojmenném regionu 413 kilometrů severně od Lomé, hlavního města země. V roce 2010 ve městě žilo 94 878 obyvatel a Kara tak byla po městech Lomé a Sokodé třetím nejlidnatějším městem v zemi. Městem protéká řeka Kara. 
Město vzniklo v roce 1902, když Němci, kteří dané území tehdy kolonizovali, v místě postavili most přes řeku Kara. Významný rozmach město zažilo v 70. letech 20. století pod prezidentem Gnassingbém Eyadémou. Město je významnou strategickou lokalitou z hlediska obchodu i dopravy, protože leží na významných obchodních trasách (na severojižní trase z Lomé do Ouagadougou v Burkině Faso a na západovýchodní trase z Bassaru do Djougou v Beninu). 
Ve městě se nachází Univerzita v Kaře a asi 40 kilometrů severně od města leží Mezinárodní letiště Niamtougou. Ekonomika města je závislá zejména na zemědělství; nejvýznamnějšími plodinami pěstovanými v oblasti jsou kukuřice, maniok, jam, čirok, proso (konkrétně perlové proso), bavlna či podzemnice olejná. Nejpoužívanějšími jazyky ve městě jsou francouzština a jazyk kabiye, nicméně v menší míře jsou ve městě používány i hauština, jorubština, igboština, eveština nebo jazyk zarma. Z hlediska náboženství je město smíšené, mírně zde převažuje křesťanství, silná je zde však muslimská menšina. 